# Когут, Владимир Александрович
Владимир Александрович Когут (род. 28 июля 1984, Николаев) — украинский шоссейный и трековый велогонщик, выступавший на профессиональном уровне в период 2009—2017 годов. Чемпион Украины в командной гонке преследования, бронзовый призёр украинского национального первенства в гонке с раздельным стартом, участник многодневных гонок высшей категории «Тур Дании», «Тур озера Цинхай», «Тур Хайнаня», «Джиро дель Трентино».

## Биография
Владимир Когут родился 28 июля 1984 года в городе Николаеве Украинской ССР. Проходил подготовку в николаевской Школе высшего спортивного мастерства.
В 2006 году присоединился к испанской любительской команде Garcamps-Comunidad Valenciana.
Дебютировал на профессиональном уровне в 2009 году, став членом донецкой континентальной команды ISD Sport Donetsk. В её составе в числе прочего проехал многодневную гонку высшей категории «Тур Дании».
В 2010 году перешёл в ставшую украинской команду континентального статуса Amore & Vita, где оставался в течение нескольких последующих лет.
На некоторое время отошёл от шоссейного велоспорта, сконцентрировавшись на треке — представлял украинскую национальную сборную на крупнейших международных соревнованиях. Так, побывал на трековом чемпионате мира 2013 года в Минске, где занял 14 место в командной гонке преследования и 15 место в омниуме. Регулярно принимал участие в этапах трекового Кубка мира.
Одним из наиболее успешных сезонов в его спортивной карьере оказался сезон 2014 года, когда он завоевал бронзовую медаль на шоссейном чемпионате Украины, уступив в индивидуальной гонке с раздельным стартом только Андрею Василюку и Михаилу Кононенко, а также успешно выступил на нескольких гонках высшей категории, в частности на «Туре озера Цинхай» финишировал вторым на одном из этапов и в генеральной классификации закрыл двадцатку сильнейших. Занял девятое место в одном из заездов Race Horizon Park, полностью проехал «Тур Хайнаня».
В 2016 году одержал победу на чемпионате Украины в командной гонке преследования совместно с Дмитрием Пономаренко, Владимиром Фредюком и Юрием Агарковым. На шоссе отметился выступлением в многодневке высшей категории «Джиро дель Трентино».
На сезон 2017 года перешёл киевскую континентальную команду Kolss Cycling Team, хотя не запомнился здесь какими-то значимыми выступлениями.